# Fake Plastic Trees
Fake Plastic Trees – ballada rockowa brytyjskiego zespołu rocka alternatywnego Radiohead, która znalazła się na ich drugim albumie The Bends z 1995. Był to trzeci singiel wydany z tego albumu w Wielkiej Brytanii, natomiast w Stanach Zjednoczonych utwór został wydany jako pierwsza mała płyta. Utwór „Fake Plastic Trees” był punktem zwrotnym w karierze formacji poprzez odejście od grunge’owego brzmienia, które można było usłyszeć w ich wcześniejszym przeboju „Creep”.

## Listy przebojów
| Kraj            | Lista (1995)      | Pozycja |
| --------------- | ----------------- | ------- |
| Nowa Zelandia   | Recorded Music NZ | 22      |
| Wielka Brytania | UK Singles Chart  | 20      |